# Großsteingrab Hørup 2
Das Großsteingrab Hørup 2 war eine megalithische Grabanlage der jungsteinzeitlichen Nordgruppe der Trichterbecherkultur im Kirchspiel Slangerup in der dänischen Kommune Frederikssund. Es wurde im 19. oder frühen 20. Jahrhundert zerstört.

## Lage
Das Grab lag nordöstlich von Hørup unmittelbar an einer östlichen Abzweigung des Hørupvej. In der näheren Umgebung gibt bzw. gab es zahlreiche weitere megalithische Grabanlagen.

## Forschungsgeschichte
Im Jahr 1890 führten Mitarbeiter des Dänischen Nationalmuseums eine Dokumentation der Fundstelle durch. Bei einer weiteren Dokumentation im Jahr 1942 waren keine baulichen Überreste mehr auszumachen.

## Beschreibung
Die Anlage besaß eine ostsüdost-westnordwestlich orientierte längliche Hügelschüttung mit einer Länge von etwa 25 m. Die komplette nördliche Langseite war um 1890 angegraben. Von der Umfassung waren noch einige Steine an der Südseite erhalten. Über die Grabkammer(n) liegen keine Informationen vor.